# William Stokoe
Linguiste – XXe siècle
William Clarence Stokoe, Jr., né le 21 juillet 1919 au New Hampshire et décédé le 4 avril 2000 à Chevy Chase dans le Maryland, est un linguiste sur la Langue des Signes Américaine à l'université Gallaudet. Il est connu pour ses recherches sur la linguistique en Langue des Signes, tant à l'échelle nationale et internationale, il est considéré comme un héros dans la communauté sourde, particulièrement aux États-Unis sur la Langue des Signes Américaine.

## Biographie

### Carrière
William est diplômé Ph.D. d'anglais de l'Université Cornell à Ithaca, New York en 1941. De 1955 à 1970, il est professeur et également, président du département d'anglais à l'Université Gallaudet, après avoir été recruté à ce poste par Dean George Detmold. Dès son entrée à l'université Gallaudet, il ne connait rien sur la Langue des Signes Américaine. Son manque de connaissances lui a permis de découvrir la Langue des Signes. En 1960, William a publié le premier livre Sign Language Structure. Ensuite, il continue la recherche avec la première subvention de la National Science Foundation. En 1965, il a publié son livre A Dictionary of American Sign Language on Linguistic Principles qui bouleverse la mentalité de la société entendant sur la Langue des Signes Américaine,. En 1971, il démissionne du poste de président du département d'anglais à l'Université Gallaudet qui a fermé son laboratoire de recherche linguistique. Malgré la fermeture, il poursuit son travail. En 1984, William est retraité mais continue d'éditer la revue Signe Language Studies, d'écrire des livres et de faire des conférences dans tout le pays. En 1988, il a reçu un doctorat honorifique de l'Université Gallaudet par le premier président sourd de Gallaudet, Irving King Jordan.

### Vie privée
En 1940, à l'Université Cornell, il a souffert d'une maladie: un trouble bipolaire. William est marié avec Ruth (née Palmeter), en novembre 1942. En décembre 1942, William a perdu son frère très proche, Jim Stokoe et il passe des moments très difficiles. William et Ruth ont eu deux enfants, ensemble : Helen en 1947 et James en 1951. Sa femme atteinte de la maladie d'Alzheimer  est décédée, en 1999 et un an plus tard, William Stokoe s'éteint le 4 avril 2000 à la suite d'une longue maladie.

## Distinctions et récompenses
- Alice Cogswell Award en 1979[6]

## À voir aussi